# Lucas Eberle
Lucas Eberle (ur. 13 października 1990 w Vaduz) – liechtensteiński piłkarz grający na pozycji ofensywnego pomocnika. Od 2011 roku jest zawodnikiem klubu FC Balzers.

## Kariera klubowa
Swoją karierę piłkarską Eberle rozpoczął w klubie FC Vaduz. Zadebiutował w nim w 2007 roku. W sezonie 2007/2008 zdobył z nim Puchar Liechtensteinu. W latach 2008–2010 grał w FC Balzers, a w sezonie 2010/2011 był zawodnikiem USV Eschen/Mauren. W 2011 roku wrócił do FC Balzers.

## Kariera reprezentacyjna
W reprezentacji Liechtensteinu Eberle zadebiutował 14 października 2009 roku w przegranym 0:2 meczu eliminacji do MŚ 2010 z Walią, rozegranym w Vaduz.